# Celebridade

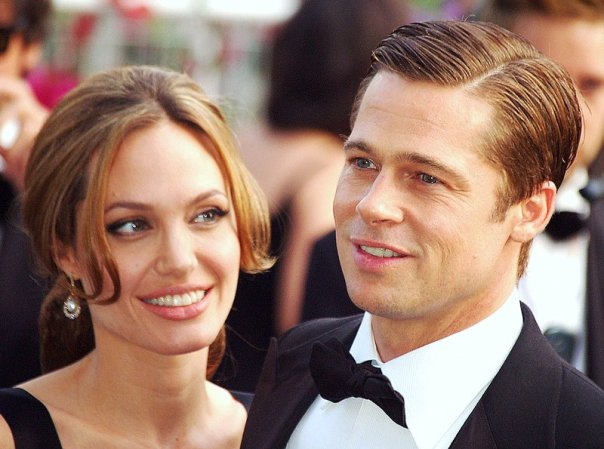
Angelina Jolie e Brad Pitt no Festival de Cannes, em 2007.

Celebridade é a fama e atenção pública desfrutada por uma pessoa, grupo, evento, trabalho, lugar, etc. A palavra vem do latim celebritas, que significa "grande público" em um lugar, "afluência" e, figurativamente, "fama". A celebridade é muitas vezes retransmitida pela mídia. O que é célebre é conhecido, falado ou comentado por muitos, obtendo reputação e renome.
Embora a fama seja geralmente considerada um pré-requisito para o status de celebridade, nem sempre é suficiente. Deve haver um nível de interesse público que pode ou não estar relacionado ao motivo da fama. O status de celebridade geralmente é associado à riqueza (geralmente conhecida como fama e fortuna), enquanto a fama através do entretenimento é geralmente associada ao status de celebridade, enquanto líderes políticos frequentemente se tornam celebridades. As pessoas também podem se tornar celebridades devido à atenção da mídia no seu estilo de vida, riqueza ou ações controversas, ou por sua conexão com uma pessoa famosa.
Muitas personalidades ficam famosas apenas por um curto período de tempo, às vezes depois de aparecer em um programa de TV ou fazer algo especial que chamou a atenção do público, como realizar uma façanha ou quebrar um recorde. A este evento chama-se "15 minutos de fama".

## Condições

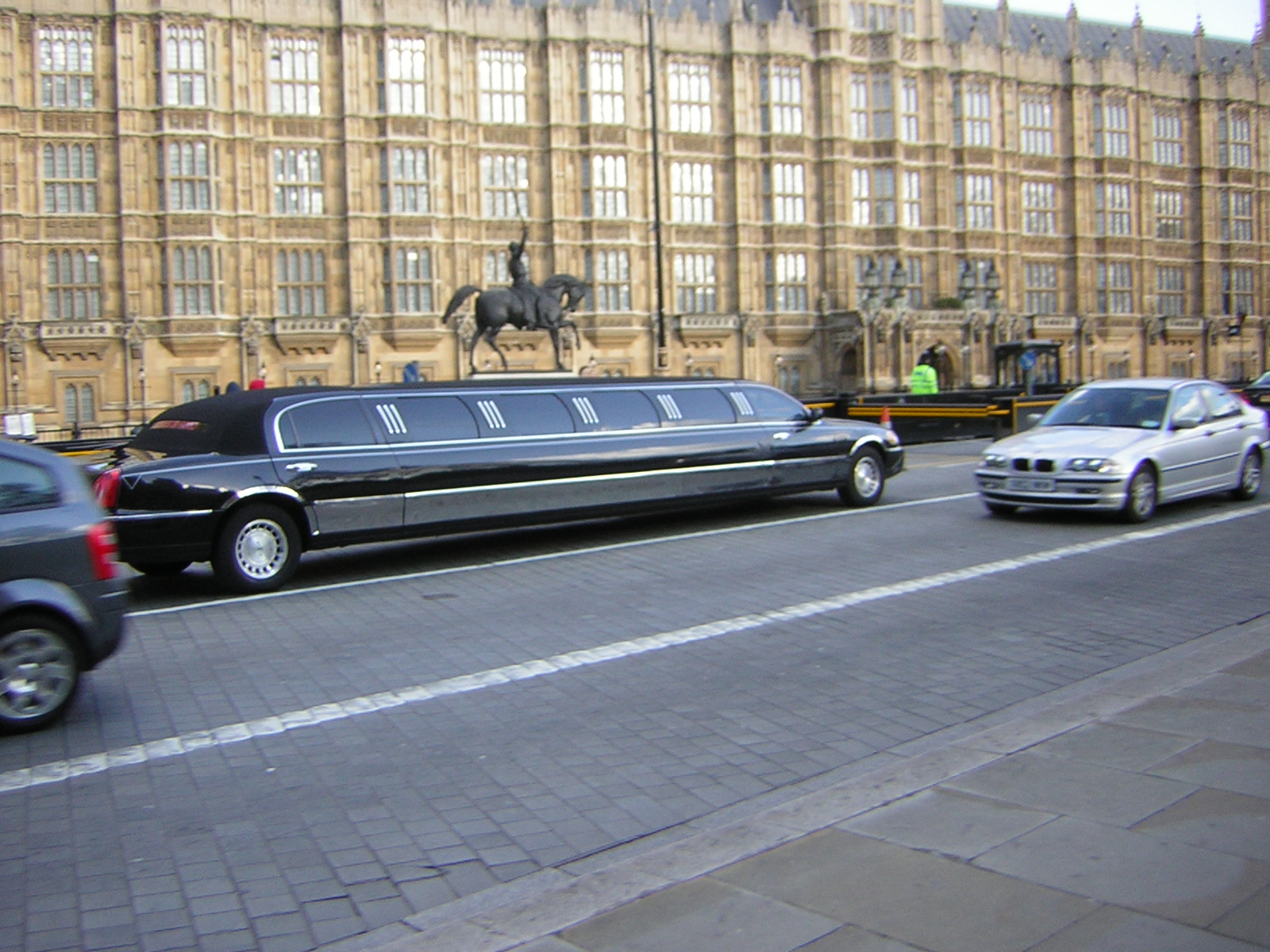
A Limusina é um automóvel relacionado às celebridades.

Uma figura pública, como um político ou o chefe de uma grande e poderosa corporação, pode ter alguma fama, mas só pode se tornar uma celebridade quando o público ou a mídia se interessam por ela. Por exemplo, o diretor da Virgin, Richard Branson, era um renomado líder empresarial, mas só se tornou uma celebridade quando tentou dar a volta ao mundo em um balão. Por outro lado, personalidades divertidas do show business, como atores ou cantores, tornam-se celebridades, mesmo que tentem deliberadamente escapar da atenção da mídia.
Um indivíduo pode tornar-se famoso graças à sua profissão, aos seus sucessos ou à sua notoriedade, sem necessariamente ter uma família ou parentes para ajudá-lo. No entanto, existem famílias em que cada membro pode reivindicar o status de celebridade. Na Europa, membros de famílias reais costumam ser celebridades em seu país, principalmente quando estão associados a um escândalo real ou suspeito. Nos Estados Unidos, esse é o caso de certas famílias de políticos, como os Kennedy e os Bush, ou de famílias extremamente ricas, como os Hiltons. No Brasil, celebridades costumam ser atores ou jornalistas da televisão.
A fama pode se tornar um objetivo em si mesmo para os participantes de reality shows. Qualquer indivíduo pode buscar ser conhecido por meio de vídeos que postaria em sites ou blogs (YouTube, Dailymotion etc.).

## Histórico

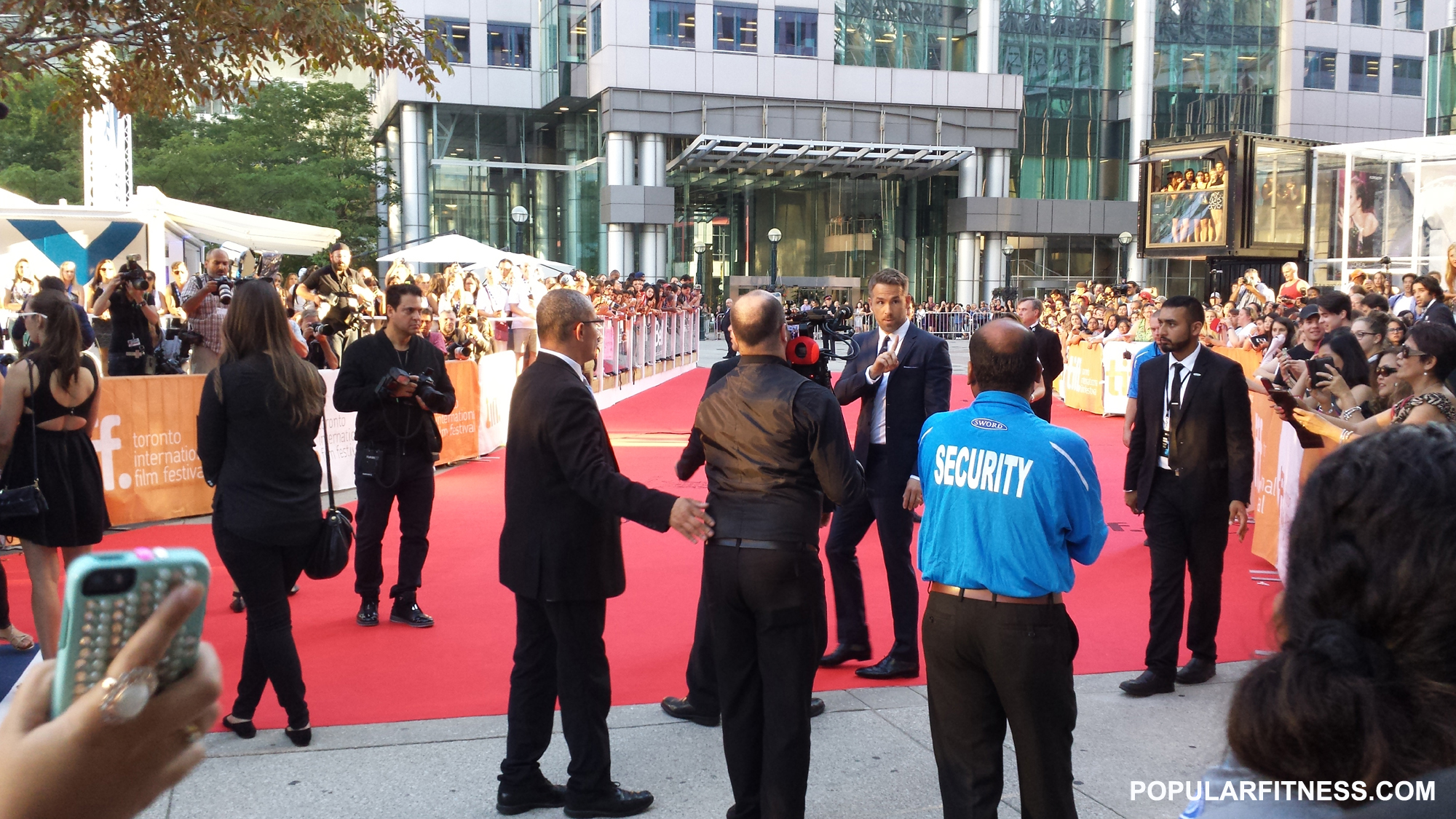
O ator Ryan Reynolds no TIFF no tapete vermelho para a estréia do filme Parceiros de Jogo (Mississippi Grind, 2015).

Como fenômeno social, a celebridade depende da comunicação social e pode ser observada já no século XV, quando a imprensa começava a se firmar. Em 1616, ano da morte de William Shakespeare, foram publicados 25 "livros noticiosos" na Inglaterra, dos quais quase 30% dedicados a figuras públicas como a rainha Isabel I. Outra celebridade elisabetana foi o palhaço William Kemp - que se acredita ter sido o Dogberry original em Much Ado About Nothing (1599), de Shakespeare - que, em 1600, dançou uma dança morris entre Londres e Norwich como o desafio de uma aposta, e cobriu a distância de cem milhas ou mais (cerca de 161km) em nove dias (distribuídos por algumas semanas). Os registros do Conselho Municipal de Norwich no século XVII listam o pagamento de seu prêmio em dinheiro como "Kemp's Nine Days' Wonder"; o título é proveniente do termo ainda mais antigo "Nine Day's Wonder" ("Maravilha de nove dias"), um equivalente ao atual "15 minutos de fama". O significado da frase não é "algo maravilhoso que levou nove dias para ser alcançado", mas "algo que se torna chato depois de nove dias".
O historiador Antoine Lilti faz nascer as primeiras celebridades em meados do século XVIII com artistas românticos (Goethe, Lord Byron), personalidades ligadas à "sociedade do espetáculo" (Sarah Siddons, François-Joseph Talma) e figuras políticas (Jean-Jacques Rousseau, Voltaire, Mirabeau, Napoleão), tendo em vista que conhecem a popularidade em vida (ao contrário da glória póstuma), graças à sua cobertura midiática através da circulação de imagens (bustos e gravuras reproduzidos em grande escala) e da imprensa com um público urbano que mais se apega à sua pessoa do que ao seu trabalho.

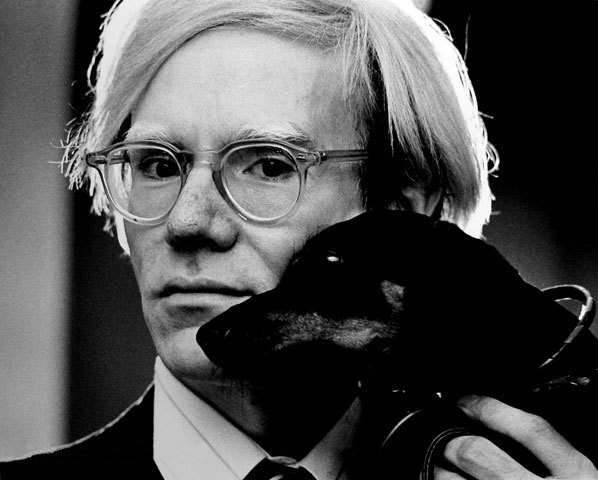
Andy Warhol atribuído erroneamente pela cunhagem da frase "15 minutos de fama".

Segundo a socióloga Nathalie Heinich, a celebridade por muito tempo dependeu da fama dos personagens (divulgação de seu nome e histórias associadas à celebridade) antes de se estender no século XIX ao reconhecimento graças ao desenvolvimento da divulgação massiva de sua imagem e de seu nome, por meio da fotografia e da impressão (a etimologia do termo "estrela", do italiano vedetta, “observatório”, mostra bem essa dimensão de visibilidade; a divulgação de imagens nos séculos anteriores (moedas, gravuras, pinturas) era restrita. Ela classifica as personalidades da mídia de acordo com a origem de seu "capital de visibilidade": visibilidade motivada por um valor (desempenho esportivo ou eleitoral, talento), visibilidade acidental (exemplo de heróis em notícias) e visibilidade que não tem outra origem senão ela mesma (apresentadores de televisão, celebridades de reality shows conhecidas principalmente por sua notoriedade).
No século XX, a mídia de massa, aliada ao forte desenvolvimento da indústria cultural, potencializou a criação e o culto das celebridades, levando à profecia de Andy Warhol segundo a qual "no futuro, todos teriam 15 minutos de fama". Este fenômeno ganhou força com as mídias digitais e a internet, tanto acelerando o processo de surgimento das celebridades quanto tornando-as mais efêmeras. No livro 1984, de George Orwell, é dito no primeiro capítulo que enquanto todos pagariam por poucos minutos de fama no passado, no futuro, as pessoas pagariam por poucos momentos de anonimato devido à incessante vigilância estatal do Grande Irmão. Não foi até a década de 1970 que os acadêmicos de língua inglesa começaram a analisar o fenômeno da celebridade, por meio dos Celebrity (ou Star) Studies. De acordo com Sofia Johansson, "análises de mídia e estudos culturais mais recentes (por exemplo, Gamson 1994, Marshall 1997, Giles 2000, Turner, Marshall e Bonner 2000, Rojek 2001, Turner 2004) têm lidado com a ideia de uma 'cultura de celebridade' contemporânea".
Alguns estudos também analisaram uma forma às vezes patológica de culto à personalidade conhecida como Síndrome de Adoração de Celebridades. Os filmes Celebridades de Woody Allen e Celebrità de Nini Grassia tratam do assunto.

## Alcance

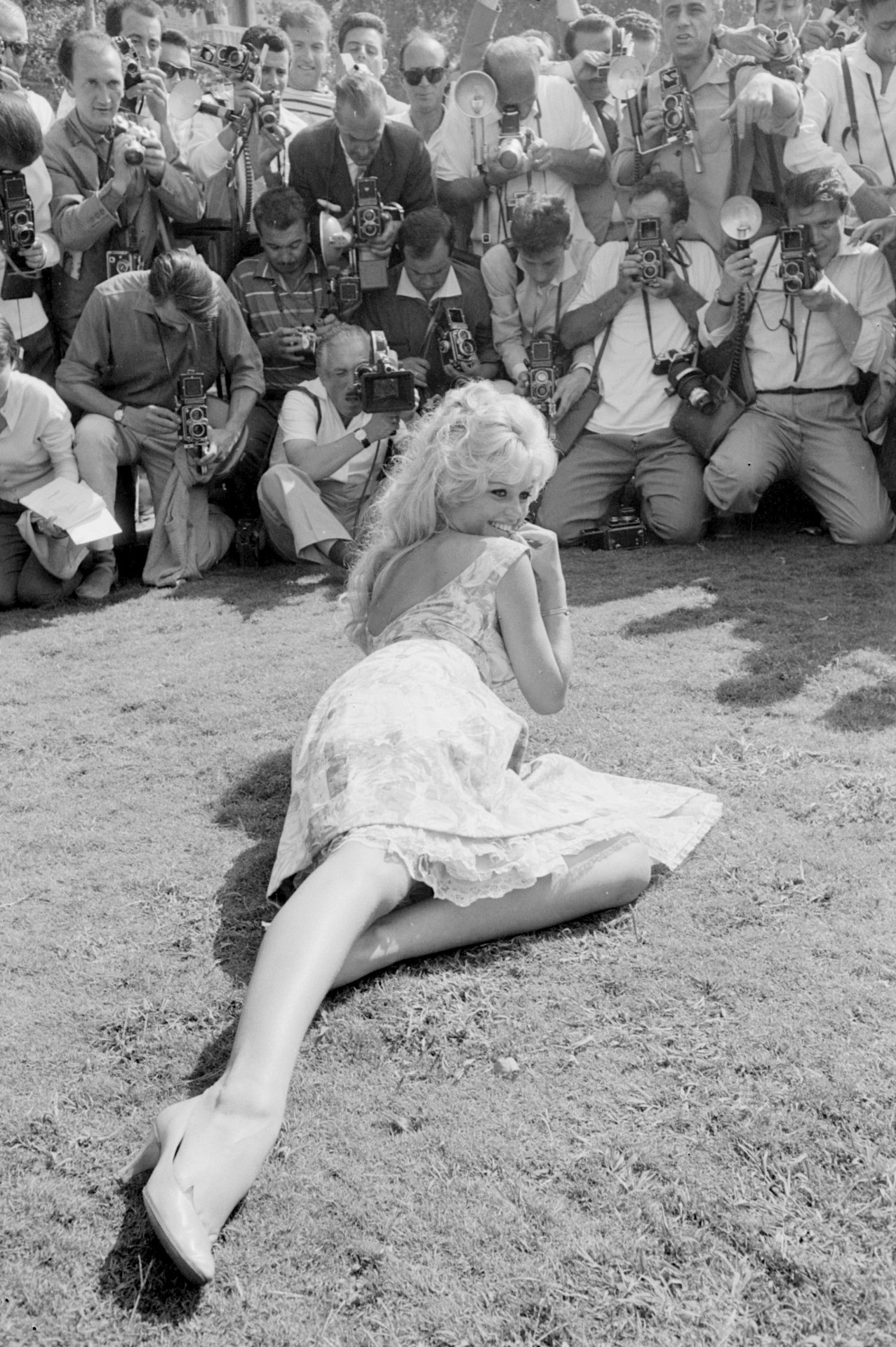
A popular estrela de cinema francesa Brigitte Bardot é considerada uma das primeiras celebridades a ser perseguida pelos paparazzi internacionalmente, a partir do final da década de 1950

Uma série de celebridades pode ser considerada global, ou seja, sua fama se estende por todo o mundo e ignora a barreira do idioma. Muitas vezes são estadistas, estrelas de cinema, estrelas do rock ou atletas de elite, por exemplo:
- Marilyn Monroe
- Brigitte Bardot
- Paul McCartney
- Alain Delon
- Marlon Brando
- John Lennon
- Michael Jackson
- Nelson Mandela
- Lady Diana
- Steven Spielberg
- Elton John
- David Beckham
- Madonna
- Johnny Depp
- Tom Cruise
- Beyoncé
- Lady Gaga

Cada país tem seu próprio sistema de celebridades, com sua própria hierarquia. Em alguns países, uma celebridade deve ter alcançado alguma notoriedade fora das fronteiras do país para alcançar o status de celebridade doméstica, mas em um grau menor do que se espera de uma celebridade global.
Entidades subnacionais, regiões ou comunidades culturais (linguísticas, étnicas e religiosas) também possuem seu próprio sistema de celebridades, no campo linguístico ou cultural, podemos citar os casos do Quebec, Porto Rico ou a Suíça francófona. Jornalistas locais, políticos ou artistas regionais podem ser celebridades locais. Por exemplo, o jornalista Darius Rochebin, famoso na Suíça francófona, é praticamente desconhecido no resto da Suíça.

## Fenômenos da mídia de massa

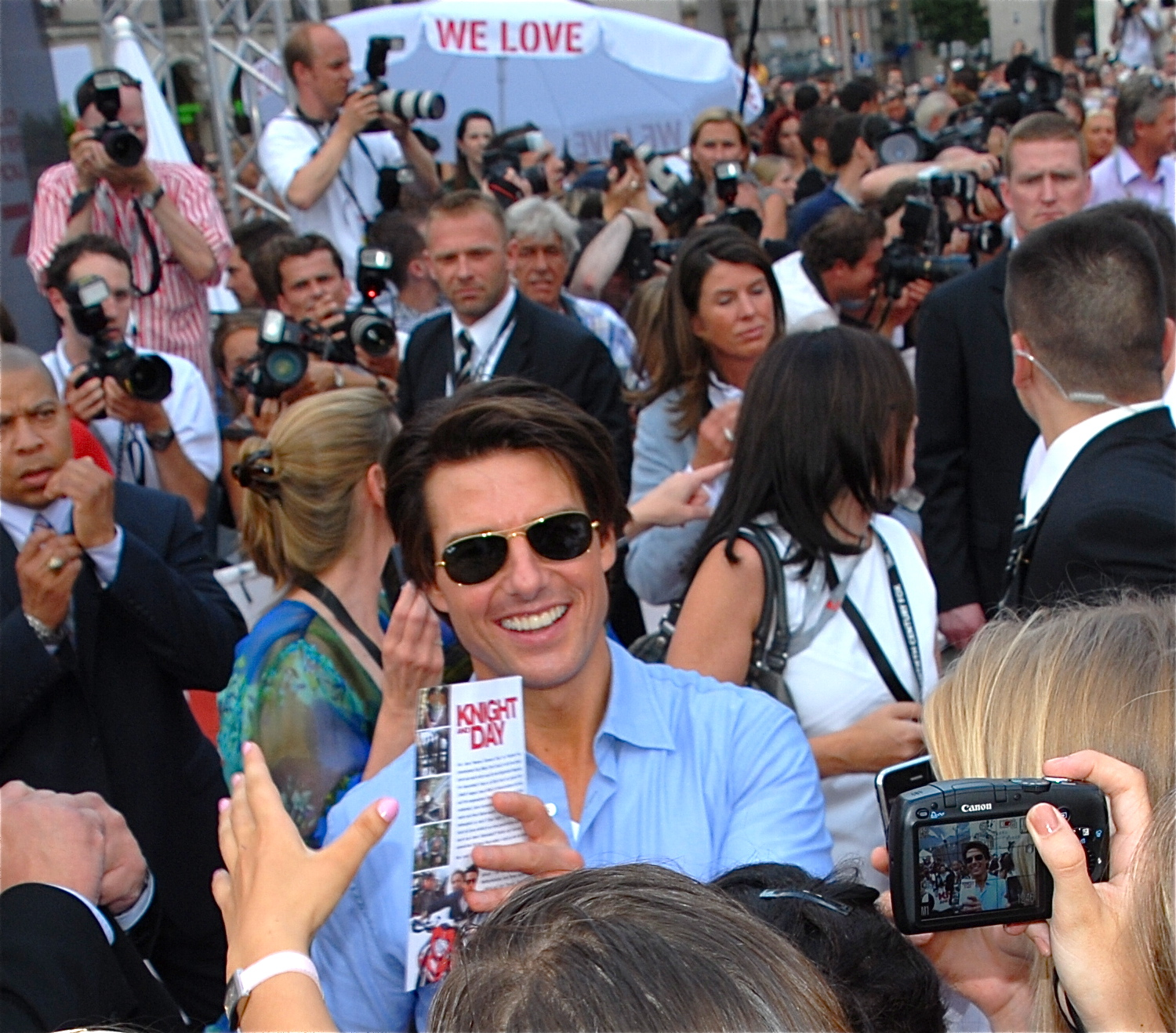
Tom Cruise antes da estréia do filme Knight and Day em Munique, 21 de julho de 2010.

As celebridades geralmente têm fama comparável à realeza. Como resultado, há uma forte curiosidade pública sobre seus assuntos privados. O lançamento da fita de sexo de Kim Kardashian com o rapper Ray J em 2003 a levou a um novo nível de fama, levando-a a capas de revistas, contratos de livros e reality shows na TV.
As celebridades podem se ressentir por seus elogios, e o público pode ter uma relação de amor ou ódio com as celebridades. Devido à grande visibilidade da vida privada das celebridades, seus sucessos e deficiências costumam ser tornados públicos. As celebridades são alternadamente retratadas como exemplos brilhantes de perfeição, quando recebem prêmios, ou como decadentes ou imorais se forem associadas a um escândalo. Quando vistas sob uma luz positiva, as celebridades são freqüentemente retratadas como possuidoras de habilidades e habilidades acima da média; por exemplo, atores famosos são rotineiramente elogiados por adquirirem novas habilidades necessárias para filmar um papel em um tempo muito curto e em um nível que surpreende os profissionais que os treinam. O ator Tom Cruise é famoso por realizar as suas cenas acrobáticas sem dublês nos seus papéis de herói de ação. Ao mesmo tempo, é severamente criticado em alguns círculos por sua religião, a cientologia.
Da mesma forma, algumas celebridades podem ser retratadas como especialistas em questões de vulto, independente da sua educação formal. Algumas celebridades têm falado muito sobre suas opiniões políticas. Por exemplo, Matt Damon expressou seu descontentamento com a candidata à vice-presidência dos EUA em 2008, Sarah Palin, bem como com a crise do teto da dívida dos Estados Unidos em 2011. A onda de celebridades comentando sobre Saddam Hussein e a invasão do Iraque foi satirizada no filme de marionetes Team America: World Police, de Trey Parker e Matt Stone; os homens por trás do show South Park. O filme apresenta a organização F.A.G. (Film Actors Guild, "Guilda dos Atores de Filmes"), liderada por Alec Baldwin e cujo acrônimo forma um termo pejorativo. Um dos atores ridicularizados no filme é Sean Penn, ao descrever os rios de chocolate que corriam pelo Iraque antes dos Estados Unidos começarem a bombardeá-lo. Outro alvo foi Matt Damon, cuja marionete consegue apenas dizer o seu próprio nome. Enquanto Penn ficou tão ultrajado que escreveu uma carta aos dois humoristas, Damon teve uma reação mais positiva e disse que Parker e Stone são gênios.

## Subcelebridades
O termo subcelebridade é um neologismo, usado em meios de comunicação em geral para se referir a, entre outros casos, namoradas (ou ex-namoradas) de jogadores de futebol e artistas, ex-participantes de reality shows, ou pessoas conhecidas por seus dotes físicos exagerados, a exemplo no Brasil das "mulheres fruta". Essas pessoas são, basicamente, "famosas por serem famosas". Seu equivalente em inglês é "subcelebrity".
Diferente de uma celebridade, uma subcelebridade não é consolidada e nem tem profissão definida. Ela normalmente alcança fama com assuntos apelativos e exposição pessoal, de visível interesse do público, mantendo-se através de paparazzos e divulgação nos meios de comunicação. Desde 2011, a mídia vem referindo-se a subcelebridade como "personalidade da mídia". No Brasil, as subcelebridades costumam alcançar a fama por frivolidades apelativas, como vídeos íntimos "vazados" ou sendo fotografadas em situações indiscretas. Estas subcelebridades se mantêm em visibilidade através de polêmicas que são alardeadas nas redes sociais.